# جشمة قنداب (جلغة)
جشمة قنداب (بالفارسية: چشمه قنداب) هي قرية تقع في إيران في قسم جلغة الريفي. يقدر عدد سكانها بـ 273 نسمة بحسب إحصاء 2016.